# Krepdeszyn
Krepdeszyn (fr. Crêpe de Chine) - rodzaj miękkiej i lekkiej tkaniny jedwabnej o gładkim, płóciennym splocie (cienka krepa), posiada słabo zarysowane prążki poprzeczne. 
Tkanina krepdeszynowa jest produkowana z jedwabnej osnowy i wątku lub z jedwabnej osnowy i twardej przędzy czesankowej. Jej tekstura bywa lekko chropowata, cechę tę uzyskuje się przez zastosowanie odpowiedniego wątku lub wypełnienia, przędza jest przędzona z obrotem odwracającym się w przeciwnych kierunkach tzw. skręt prawy i lewy. Podczas tkania krosno ustawia się w kolejności "dwa-dwa-dwa", dwa wątki ze skrętem w prawo, dwa ze skrętem w lewo i ponownie dwa ze skrętem w prawo. Podczas wykańczania z powodu przemiennej ilości skręcenia wątków ma silną tendencję do odkręcania się i przywracania pierwotnego stanu, ta właściwość jest wyjątkowo pożądana, ponieważ tkanina pozostaje niezmięta a zagnieciona szybko powraca do formy gładkiej. Nazywana również krepą chińską. Przemysłowo produkowana z dodatkiem elastomeru, stosowana do szycia sukienek i spódnic. Delikatnie deseniowana jest używana do produkcji subtelnych bluzek, tunik, apaszek, chust, szyte są z nich również parea.